# Jakub Dudycha
Jakub Dudycha (* 5. September 2005 in Ústí nad Orlicí) ist ein tschechischer Mittelstreckenläufer, der sich auf den 800-Meter-Lauf spezialisiert hat und aktuell Inhaber des Landesrekordes ist.

## Sportliche Laufbahn
Erste internationale Erfahrungen sammelte Jakub Dudycha im Jahr 2022, als er bei den U18-Europameisterschaften in Jerusalem in 1:51,35 min die Goldmedaille über 800 Meter gewann. Anschließend schied er bei den U20-Weltmeisterschaften in Cali mit 1:50,10 min im Halbfinale aus. Im Jahr darauf siegte er dann in 1:46,76 min bei den U20-Europameisterschaften in Jerusalem und 2024 schied er bei den Hallenweltmeisterschaften in Glasgow mit 1:47,81 min im Vorlauf aus. Im Juni schied er bei den Europameisterschaften in Rom mit 1:46,94 min im Halbfinale aus. Anschließend stellte er mit 1:44,82 min einen neuen Landesrekord auf und schied dann bei den Olympischen Sommerspielen in Paris mit 1:49,94 min in der Hoffnungsrunde aus. Im Jahr darauf schied sie bei den Halleneuropameisterschaften in Apeldoorn mit 1:48,29 min im Vorlauf aus, ehe er bei den Hallenweltmeisterschaften kurz darauf in Nanjing mit 1:49,49 min im Halbfinale ausschied. Ende Juni wurde er bei der 1. Liga der Team-Europameisterschaft in Madrid in 1:45,29 min Vierter im A-Lauf über 800 Meter und verpasste anschließend bei den U23-Europameisterschaften in Bergen mit 1:45,46 min den Finaleinzug.
In den Jahren 2023 und 2024 wurde Dudycha tschechischer Meister im 800-Meter-Lauf im Freien sowie 2025 in der Halle.

## Persönliche Bestzeiten
- 800 Meter: 1:44,82 min, 20. Juni 2024 in Bydgoszcz (tschechischer Rekord)
  - 800 Meter (Halle): 1:46,25 min, 4. Februar 2025 in Ostrava
- 1500 Meter: 3:42,48 min, 2. Juni 2025 in Prag